# Desznica
Desznica [pronunciación en polaco: /dɛʂˈɲit͡sa/] (en ucraniano: Дошниця: , Doshnytsia) es un pueblo ubicado en el distrito administrativo de Gmina Nowy Żmigród, dentro del Condado de Jasło, Voivodato de Subcarpacia, en el sur de Polonia oriental. Se encuentra aproximadamente a 6 kilómetros al suroeste de Nowy Żmigród, a 21 kilómetros al sur de Jasło, y a 64 kilómetros al suroeste de la capital regional Rzeszów.